# 巫師 (中土大陸)
巫師（英語：Wizard）即埃斯塔力（Istari），是J·R·R·托爾金奇幻小說《魔戒》裡中土大陸的一支種族，本為居住在維林諾的邁雅，後於第三紀元被派來中土大陸協助對抗黑暗魔君索倫。共有五位：白袍巫師薩魯曼（Saruman）、灰袍巫師甘道夫（Gandalf）、褐袍巫師瑞達加斯特（Radagast）及兩位藍袍巫師羅密斯達奴（Rómestámo）和摩列達（Morinehtar）。巫師們與艾爾達精靈王者一同組建了聖白議會（White Council）。

## 總覽
五名埃斯塔力本都是居住在維林諾（海外仙境）的次等神邁雅，之後被主神派遣來中土大陸，任務是結合所有願意對抗索倫的人民。他們以人類老者的形象前來，擁有著極深的智慧和許多隱藏的力量，他們年齡流逝的很慢，實際上是不死的。中土大陸的居民給了他們許多名字，但他們從未說出自己的真名；他們當中為首的兩位，精靈稱之為米斯蘭達（Mithrandir）和庫路耐爾（Curunir），但人類則稱其為甘道夫和薩魯曼。每位巫師皆擁有一件袍子和法杖，他們以不同顏色的袍子區分，以顯示他們各自的地位與力量。

## 歷史

### 抵達中土大陸
在第三紀元的1000年左右，五名埃斯塔力先後乘船抵達中土大陸的灰港岸，當時的索倫剛在巨綠森內的多爾哥多藏匿。隨後邪惡勢力逐漸增強，在埃斯塔力之中，甘道夫最早憂心這可能是索倫再生，於是他親自進入多爾哥多探查，索倫為了防止自己力量提早曝光而逃走，但在數百年後又重新回歸。
2463年，埃斯塔力（薩魯曼、甘道夫、瑞達加斯特）與凱蘭崔爾、愛隆、瑟丹等艾爾達精靈王者共同組成聖白議會，薩魯曼當選議長。聖白議會的成員皆被稱為賢者（Wise）。
兩名藍袍巫師進入中土大陸東方，隨後不知所終。瑞達加斯特熱愛著鳥獸和花草樹木，他在綠森林（後變為幽暗密林）南部搭建了羅斯加堡並定居於該處，也順帶監視森林中日益壯大的邪惡勢力。擅長治金之術的薩魯曼則與人類走得較近，2759年，薩魯曼自剛鐸宰相貝倫處取得歐散克塔的鑰匙，開使定居於艾辛格。甘道夫最親近愛隆與精靈，凡事皆與之商量，他遊走於中土大陸各處，從未在任何一處定居。
2850年甘道夫二度進入多爾哥多探查，發現統治者正是索倫；於次年召開的聖白會議上他促請對多爾哥多發動攻擊，但此提議被薩魯曼駁回。在2941年的聖白會議上，薩魯曼終於同意對多爾哥多發動攻擊，將索倫趕出。2953年聖白會議最後一次召開，眾人討論魔戒的處置方式，薩魯曼假稱至尊魔戒已流入大海。

### 魔戒聖戰時期
由於甘道夫在研究大量史料後得知至尊魔戒已落入夏爾的哈比人之手，在他協助下魔戒持有者佛羅多·巴金斯踏上了銷毀至尊魔戒的旅途，這導致了魔戒聖戰的爆發。甘道夫在與摩瑞亞炎魔搏鬥中犧牲，但隨後又重生，成為更高等級的白袍巫師。薩魯曼正式向聖白會議叛變，與索倫結盟，派出強獸人軍隊攻打人類世界；但一群樹人隨即攻佔了艾辛格，甘道夫將薩魯曼的法杖摧毀，剝奪他議會議長的資格，由甘道夫本人擔任新一任的議長。

## 魔戒五巫

### 薩魯曼
為白袍巫師，埃斯塔力中力量最強大的一位，也是聖白議會的議長。
他的性格較為傲慢，瞧不起甘道夫與瑞達加斯特。一直以來都在研究有關至尊魔戒的知識，但因接觸到真知晶球而為索倫所蠱惑，因此墮落，與索倫結盟。薩魯曼於他的根據地艾辛格創造出強獸人，向洛汗國進攻，意圖消滅人類世界；但後來樹鬚領導的一群樹人與胡恩攻佔了艾辛格，消滅了他的軍隊。索倫敗亡後，薩魯曼還不死心，來到夏爾奴役著哈比人們，最終佛羅多等人發動臨水之戰收復夏爾，薩魯曼被葛力馬·巧言所殺。

### 甘道夫
灰袍巫師，後於3019年重生成為白袍巫師。
在他剛抵達灰港岸時，造船者瑟丹就已看出他的潛力，而將火之戒那雅（Narya）秘密託付給他。
甘道夫對於整個中土大陸的走向起了關鍵的作用，是他促成索林·橡木盾展開收復孤山、消滅惡龍的任務，也是他最早發掘小哈比人的潛力、指示佛羅多前往末日火山銷毀魔戒，並親任魔戒遠征隊隊長，與人皇後代亞拉岡一同在魔戒聖戰中領導剛鐸、洛汗等國對抗索倫與薩魯曼的邪惡勢力。

### 瑞達加斯特
褐袍巫師。與甘道夫關係較緊密，居住在幽暗森林的羅斯加堡內，是一切飛禽走獸的朋友。他在魔戒聖戰時期曾向甘道夫通報九戒靈的到來。

### 羅密斯達奴
藍袍巫師，其名字意思為「東方救星」（East helper）。其生平主要被記載於《未完成的故事》中，他在抵達中土大陸後與摩列達一同前往東方，後不知所終。在托爾金一個版本的說法裡，兩位藍袍巫師的目的是減弱索倫對東方人類的影響。

### 摩列達
藍袍巫師。其生平主要被記載於《未完成的故事》中，他在抵達中土大陸後與羅密斯達奴一同前往東方，後不知所終。

## 改編描述
在彼得·傑克森執導的《哈比人》及《魔戒》系列電影裡，薩魯曼、甘道夫和瑞達加斯特三位巫師均有登場，分別由克里斯多夫·李、伊恩·麥克連和西爾維斯特·麥考伊飾演；兩位藍袍巫師則在《哈比人：意外旅程》中被甘道夫提及，但甘道夫表示忘了他們的名字。

## 外部連結
- 巫師 (中土大陸) （页面存档备份，存于）在Tolkien Gateway上的條目（英文）